# Angrebet på Norge under 2. verdenskrig
Angrebet på Norge under 2. verdenskrig, som foregik mellem 9. april og 10. juni 1940, var et kombineret angreb på Danmark og Norge af land-, flåde- og flystyrker fra Nazi-Tyskland under 2. verdenskrig og endte med de to neutrale landes nederlag og besættelse. Desuden indebar angrebet de første konfrontationer mellem landstyrker fra De Allierede – Storbritannien og Frankrig – og Tyskland. Krigstilstanden "Spøgelseskrigen" havde da hersket siden Tysklands angreb på Polen i september 1939.
Tysklands afhængighed af den svenske jernmalm, der blev udskibet fra den norske havneby Narvik var den primære grund til ønsket om at besætte Norge. Ved at sikre sin adgang til de norske havne, kunne malmen, der skulle bruges til den tyske krigsproduktion, nå Tyskland til trods for den britiske søværts blokade af Tyskland. Yderligere gav besættelsen de tyske og allierede styrker mulighed for at konfrontere hinanden uden en omfattende skyttegravskrig, som begge sider frygtede efter erfaringerne fra 1. verdenskrig. Af særlig vigtighed blev de norske flybaser, som Sola Flyvestation ved Stavanger, efterhånden som slaget om Atlanten udvidedes, fordi de tyske opklaringsfly derfra kunne operere langt ud i det nordlige Atlanterhav uden at skulle flyve over eller nær Storbritannien.
Selv om Tysklands angreb lykkedes, bandt angrebet på Norge de fleste overfladeenheder af den tyske Kriegsmarine, og adskillige af Værnemagtens divisioner både umiddelbart og under den påfølgende besættelse af landet.

## Baggrund

### Norges betydning
Både Storbritannien og Frankrig havde underskrevet traktater om militær bistand til Polen, og to dage efter Tysklands angreb på Polen den 1. september 1939 erklærede begge nationer krig mod Nazi-Tyskland. Ingen af parterne indledte imidlertid krigshandlinger på vestfronten, og der forekom ingen træfninger af betydning mellem de to sider i adskillige måneder, hvorfor denne periode kaldes spøgelseskrigen.
Begge parter søgte andre fronter. For de Allierede, og i særdeleshed for Frankrig, var det begrundet i ønsket om at undgå den skyttegravskrig, som havde medført så store tab på Vestfronten under 1. verdenskrig. På den tyske side mente den militære overkommando, at man ikke havde tilstrækkelige ressourcer til at iværksætte et angreb på Frankrig så tidligt. Norge var derfor et område, som begge parter anså for et godt område til at ramme modparten.
Der var to hovedgrunde til, at Norge, som var et neutralt land, ansås for at være af strategisk betydning for begge de stridende parter. Den første var vigtigheden af havnen i Narvik, hvorfra de store mængder svensk jernmalm, som Tyskland var afhængigt af, udskibedes. Denne transportvej var særlig vigtig om vinteren, når Østersøen frøs til. Narvik blev af større betydning for briterne, da Operation Catherine, som var en plan om at vinde kontrollen med Østersøen, blev opgivet som uigennemførlig. Den anden grund var, at Tyskland kunne bruge de norske havne som udgangspunkt for at bryde den allierede blokade og skaffe sig adgang til Atlanterhavet.
Norge var endelig også af symbolsk betydning for tilhængerne af den nazistiske racelære, eftersom landet af flere fremtrædende nazister ansås for at være oprindelseslandet for den såkaldte nordisk-ariske race.

### Vinterkrigen
Da Sovjetunionen invaderede Finland den 30. november 1939, befandt de Allierede sig på samme side som Norge og Sverige og støttede Finland mod den meget større angriber.
De Allierede, der foruden at have oprigtig sympati for Finland også så et påskud for at sende tropper, der også kunne besætte malmlejerne i Sverige og havne i Norge. De planlagde at indsætte to divisioner, men med en potentiel eskalering til omkring 150.000 allierede soldater, som kunne udkæmpe større slag i det sydlige og centrale Sverige.
Udviklingen bekymrede tyskerne, der måtte erklære sig neutrale i konflikten, fordi Molotov-Ribbentrop-pagten havde placeret Finland i den sovjetiske interessesfære. Denne politik betød anti-tyske stemninger i hele Skandinavien, fordi Tyskland ansås for at være allieret med Sovjet. Den tyske overkommando begyndte at frygte, at Norge og Sverige ville tillade indsættelse af allierede tropper til hjælp for Finland.
En sådan deployering kom dog ikke i stand, fordi de to lande, der var forsigtige efter at have været vidne til "vestens svigt" over for Polen, da landet blev invaderet i september, ikke ønskede at sætte deres neutralitet på spil ved at tillade udenlandske tropper inden for deres grænser. Da Fredstraktaten i Moskva blev indgået den 12. marts 1940, blev enhver allieret plan om troppeindsættelse lagt til side.

### Vidkun Quisling og de indledende tyske overvejelser
Den tyske overkommando mente oprindeligt, at det var i tysk interesse at bevare Norge som et neutralt land. Så længe de Allierede ikke krænkede norsk territorialfarvand, ville der være fri passage langs den norske kyst for de handelsskibe, som fragtede den malm, Tyskland importerede.
Storadmiral Erich Raeder argumenterede imidlertid for en invasion. Han var af den opfattelse, at de norske havne gav de bedste muligheder for de tyske undervandsbåde, der kunne etablere en "belejring" af de britiske øer, og at der var risiko for en allieret landgang i Skandinavien.
Den 11. december 1939 mødtes Hitler og Raeder med Vidkun Quisling, en pro-nazistisk tidligere norsk forsvarsminister. Ifølge referater fortalte Quisling dem, at truslen om en britisk invasion i Norge var overhængende, og at den norske regering hemmeligt ville støtte en tysk besættelse (det sidste var naturligvis ikke sandt). Han informerede dem desuden om, at han var i en position, hvor han kunne tilsikre maksimalt samarbejde med tyske styrker, herunder svækkelse af landets kystforsvar og stille militærbaser til rådighed. Tre dage senere beordrede Hitler Værnemagtens overkommando (Oberkommando der Wehrmacht – OKW) til at iværksætte undersøgelser af mulige planer om invasion af Norge.
Under et andet møde med Quisling den 18. december gentog Hitler sit ønske om at bevare Norge neutralt, men antydede, at hvis de Allierede udvidede krigen til Skandinavien, ville han svare igen på passende måde. Der var mistanke om, at Quisling havde overdrevet sin position for egen vindings skyld, og nærmere planer om at samarbejde med ham blev skrinlagt.

### Altmark-affæren
Den 14. februar 1940 hændte Altmark-affæren, da den tyske tanker Altmark med 303 britiske krigsfanger om bord fik tilladelse til at sejle gennem norsk territorialfarvand. Ifølge de internationale regler kan ethvert ikke-krigsførende skib fra en nation i krig søge beskyttelse i neutrale farvande efter forudgående tilladelse. Da en gruppe britiske destroyere dukkede op den 16. februar, søgte Altmark tilflugt i Jøssingfjorden, en norsk fjord. I modstrid med de internationale regler og norsk neutralitet, sejlede HMS Cossack ind i fjorden og angreb Altmark, bordede skibet, dræbte syv tyske soldater og befriede fangerne. Denne neutralitetskrænkelse udløste vrede i Norge, men førte også til overvejelser hos begge modstandere.
De Allierede så dette som et tegn på Norges manglende evne til at forhindre misbrug af sit territorium og var tæt på at gennemføre en plan, som var foreslået kort efter Polens fald af marineminister Winston Churchill, og som gik ud på at minere området. Det blev kun udskudt i håbet om, at Norge stadig ville tillade allierede troppebevægelser for at komme Finland til hjælp.
For den tyske side viste Altmark-affæren også, at Norge var ude af stand til at håndhæve sin neutralitet, og at briterne ikke var indstillet på at overholde den. Hitler gav ordre til at fremskynde udarbejdelse af invasionplanerne for at skabe sikkerhed mod Churchills allerede eksisterende planer om at drage nordmændene ind i krigen og vinde kontrol over havnen i Narvik. Den 21. februar fik general Nikolaus von Falkenhorst ansvaret for at planlægge invasionen og fik kommandoen over landstyrkerne.

## Første planer

### Allierede planer
Da vinterkrigen sluttede, fandt de Allierede, at en okkupation af Norge eller Sverige sandsynligvis ville gøre mere skade end gavn ved at tvinge de neutrale lande ind i en alliance med Tyskland. Den nye franske premierminister, Paul Reynaud, indtog imidlertid et mere aggressivt standpunkt end sin forgænger og ønskede en eller anden form for aktion iværksat mod Tyskland.
Churchill agiterede stærkt for et angreb på og besættelse af Norge, fordi han ønskede krigen og slagmarkerne fjernet fra Storbritannien og Frankrig for at undgå de store ødelæggelser af områderne, som forekom under den tidligere krig. Han så en vej ind i Tyskland begyndende fra nord.
Det besluttedes at iværksætte Churchills “ulovlige” mineudlægningsprojekt, Operation Wilfred, hvis formål var at fjerne det fristed, som det norske territorialfarvand udgjorde, og tvinge skibstransporterne ud i internationalt farvand, hvor Royal Navy kunne angribe og sænke dem. En opfølgende plan hed Plan R4 og indebar, at de Allierede ville besætte Trondheim og Bergen og ødelægge flyvestationen i Sola, når den forventede tyske modreaktion på Operation Wilfred blev sat ind.
De Allierede var uenige om en videregående plan med navnet Operation Royal Marine, ifølge hvilken der skulle udlægges miner i Rhinen. Briterne gik ind for denne operation, mens franskmændene var imod den, fordi de selv var afhængige af Rhinen og frygtede tyske repressalier på fransk jord. Uenigheden forsinkede operation Wilfred fra 5. april til den 8. april, og briterne indvilligede i at gennemføre planerne i Norge adskilt fra planerne på kontinentet.

### Tyske planer
Efter at have været i planlægningsfasen med lav prioritet i ret lang tid, fik operation Weserübung1 presserende karakter efter Altmark-affæren. Operationens vigtigste mål var at sikre havnene og malmlejerne, med Narvik som den vigtigste, og at få fast kontrol med landet for at hindre dets samarbejde med de Allierede. Det skulle fremstå som en væbnet intervention for at beskytte Norges neutralitet.
Et af de emner, der debatteredes blandt de tyske militære planlæggere, var behovet for at besætte Danmark som led i den overordnede plan. Danmark ansås for at være af vital betydning, fordi dets beliggenhed muliggjorde meget bedre kontrol med hele luftrummet og havområdet. Nogle ønskede kun at benytte pression for at få Danmark til at give efter, men beslutningen blev efterhånden, at det ville være sikrere for operationens forløb at erobre Danmark med væbnet magt.
Et andet forhold, som medførte yderligere omarbejdning af planen var den såkaldte Fall Gelb, nemlig den foreslåede invasion af Nordfrankrig, Holland og Belgien, som ville kræve hovedparten af de tyske styrker. Da der naturligvis skulle benyttes tropper til begge invasioner, kunne Weserübung ikke foretages samtidig med Gelb, og eftersom nætterne blev stadig kortere, efterhånden som foråret nærmede sig, og mørke var vitalt som dække for de maritime operationer, måtte den gennemføres først. Det endte med, at 9. april blev fastsat som datoen for invasionen (Wesertag), og at landsætningstidspunktet (Weserzeit) skulle være kl. 04:15 (norsk tid).
I Norge foreskrev planen erobring af følgende seks primære mål ved landsætninger foretaget af flåden: Oslo, Kristiansand, Egersund, Bergen, Trondheim og Narvik. Yderligere skulle faldskærmstropper (Fallschirmjäger) erobre andre nøgleområder som flyvestationerne Fornebu udenfor Oslo og Sola udenfor Stavanger. Planen var udformet med henblik på hurtigt at overmande de norske forsvarere og besætte disse vigtige områder, før organiseret modstand kunne nå at blive sat i værk. Med denne hensigt organiseredes følgende styrker:
- Gruppe 1: Ti destroyere til Narvik
- Gruppe 2: Den svære krydser Admiral Hipper og fire destroyere til Trondheim
- Gruppe 3: De lette krydsere Köln og Königsberg sammen med adskillige mindre støtteskibe til Bergen
- Gruppe 4: Den lette krydser Karlsruhe og adskillige mindre støtteskibe til Kristiansand
- Gruppe 5: De tunge krydsere Blücher og Lützow, den lette krydser Emden og adskillige mindre støtteskibe til Oslo
- Gruppe 6: Fire minestrygere til Egersund

Slagskibene Scharnhorst og Gneisenau skulle eskortere gruppe 1 og 2, så længe disse fulgtes ad, og der ville derudover være adskillige tankskibseskadrer til at medføre yderligere tropper, brændstof og militær udrustning.
Ved angrebet på Danmark skulle to motoriserede brigader erobre broer og pacificere de danske tropper, Luftwaffe skulle stå for erobringen af København og faldskærmstropper skulle bruges til at erobre lufthavnene i Nordjylland. Der blev også organiseret adskillige skibe til denne invasion, men ingen af skibsgrupperne indbefattede store skibe.
Tyskland håbede at kunne undgå væbnet kamp med de to lande, og de tyske tropper var instrueret om ikke at skyde, medmindre de selv blev beskudt.

## Den tyske invasion

### Flådebevægelser
Gennemførelsen af det tyske angreb indledtes den 3. april 1940, da forsyningsskibe begyndte af afsejle forud for hovedstyrken. De Allierede iværksatte deres planer den følgende dag, hvor seksten undervandsbåde beordredes til Skagerrak og Kattegat for at afskærme og kunne give tidligt varsel om et eventuelt tysk svar på operation Wilfred, som påbegyndtes næste dag, da admiral William Whitworth i HMS Renown sejlede fra Scapa Flow mod Vestfjordene fulgt af tolv destroyere.
Den 7. april begyndte vejret at forværres i området, hvor tyk tåge og høj sø gjorde sejladsen besværlig. Renowns styrke kom hurtigt ind i en forrygende snestorm, og HMS Glowworm, en af de eskorterende destroyere, måtte forlade formationen for at søge efter en mand, der var skyllet over bord. Vejret var på den anden side fordelagtigt for tyskerne, der fik dække for deres styrker, og i den tidlige morgen afsejlede gruppe 1 og gruppe 2, som havde den længste distance at tilbagelægge.
Skønt vejret gjorde overvågning vanskelig, blev de to tyske grupper opdaget af RAF-patruljer 170 kilometer syd for Lindesnes (Norges sydligste punkt) kort efter kl. 08:00 og rapporteret som en krydser og seks destroyere. En gruppe af bombefly, der blev sendt ud for at angribe de tyske skibe, fandt dem 125 km længere mod nord. Angrebet havde ikke held til at beskadige skibene, men den tyske styrke blev revurderet til at omfatte en slagkrydser, to krydsere og ti destroyere. Ordre om overholdelse af streng radiotavshed betød, at flyene ikke kunne rapportere dette før kl.17:30.
Da admiralitetet hørte om de tyske bevægelser, kom man til den konklusion, at tyskerne forsøgte at bryde den blokade, de Allierede havde etableret af Tyskland, for at kunne bruge deres flåde til at afbryde de atlantiske handelsruter. Admiral Charles Forbes, øverstbefalende for den britiske Home Fleet, blev underrettet om det og afsejlede for at afskære dem kl. 20:15.
Eftersom begge sider således manglede overblik over situationens virkelig omfang, fortsatte de ifølge deres planer. Renown ankom til Vestfjordene sent den aften og indtog en position nær indsejlingen, mens de mineudlæggende destroyere fortsatte til deres opgave. I mellemtiden afsendte tyskerne resten af deres invasionsstyrke. Den første direkte kontakt mellem de to sider fandt sted næste morgen, uden at nogen af parterne havde det til hensigt.
Glowworm, der var på vej til igen at slutte sig til Renown, kom i den tætte tåge omkring kl. 08:00 den 8. april tilfældigvis op bag først den tyske destroyer Z 11 Bernd von Arnim og derpå destroyeren Z 18 Hans Lüdemann. Der indledtes straks en træfning, og de tyske destroyere flygtede, mens de signalerede efter hjælp. Anmodningen blev efterkommet af Admiral Hipper, som hurtigt satte Glowworm ud af spillet. Da den var for beskadiget til at sejle fra det større tyske skib, vædrede Glowworm det i stedet. Det påførte betydelig skade på Hippers styrbords side, mens Glowworm blev tilintetgjort af en salve på kort afstand umiddelbart efter. Under kampen havde Glowworm brudt radiotavsheden og informeret admiralitetet om sin situation. Skibet nåede imidlertid ikke at afslutte sin transmission, og admiralitetet vidste derfor kun, at Glowworm havde konfronteret et stort, tysk skib, at der var blevet udvekslet skud, og at kontakt med destroyeren ikke kun retableres. Som svar beordrede admiralitetet Renown og dens enlige følgedestroyer (de to øvrige var sejlet til venligsindet havn for at tanke brændstof) til at opgive sin post ved Vestfjordene og sejle til Glowworms' sidst kendte position. Kl. 10:45 beordredes også de otte mineudlæggende destroyere til at slutte sig til.
Ved middagstid angreb og sænkede den polske ubåd Orzeł det tyske troppetransportskib MS Rio de Janeiro i Skagerrak. I vraget opdagede det uniformerede tyske soldater og forskelligt militært udstyr. Skønt Orzeł rapporterede hændelsen til admiralitetet, var man der for optaget af situation omkring Glowworm og det formodede tyske udbrudsforsøg til at give rapporten meget eftertanke. Mange tyske soldater fra vraget reddedes af norske fiskerbåde, og de oplyste ved afhøringer, at deres opgave var at beskytte Bergen mod de Allierede. Denne oplysning blev videregivet til Oslo, hvor det norske parlament, Stortinget, affærdigede den som uvidenhed fra de tyske soldaters side og undlod at iværksætte andre forsvarsforanstaltninger end at alarmere kystbevogtningen.
Kl. 14:00 fik admiralitetet melding om, at luftrekognisering havde afsløret en gruppe tyske skibe i anseelig afstand vest-nordvest for Trondheim og med kurs mod vest. Det forstærkede den opfattelse, at tyskerne virkelig havde et udbrud til hensigt, og Home Fleet skiftede sejlretning fra nordøst til nordvest for igen at forsøge at afskære dem. Desuden aflyste Churchill plan R4 og beordrede de fire krydsere, som medførte soldaterne og deres udstyr, til at losse deres last og slutte sig til Home Fleet. I virkeligheden udførte de tyske skibe, som var gruppe 2, kun forsinkende cirkelmanøvrer for ikke at nå deres mål i Trondheim før den fastsatte tid.
Den aften begyndte Charles Forbes, efter at have hørt om talrige observationer af tyske skibe syd for Norge, at tvivle på teorien om et tysk udbrudsforsøg, og han beordrede Home Fleet til at sejle mod syd til Skagerrak. Han beordrede desuden HMS Repulse til sammen med endnu en krydser og nogle få destroyere at sejle mod nord og slutte sig til Renown.
Kl. 23:00, og imens Forbes var ved at erfare om hændelsen med Orzeł, blev gruppe 5 opdaget af det norske patruljeskib Pol III ved indsejlingen til Oslofjorden. Pol III sendte straks en alarm til kystbatterierne på Rauøy og åbnede ild mod torpedobåden Albatros med sin eneste kanon umiddelbart før, at den kolliderede med den. Albatros og to af dens ledsagere svarede igen med ild fra antiluftskyts, der dræbte kaptajnen på Pol III og satte skibet i brand. Gruppe 5 fortsatte derpå ind i Oslofjorden og passerede de yderste batterier uden træfninger. Flere af de mindre tyske skibe brød derpå ud for at besætte de passerede befæstninger foruden byen Horten, som dengang var hovedby for den norske marine. Disse aktiviteter gik ikke upåagtet hen, og rapporter om dem nåede snart Oslo og gav anledning til et møde i Stortinget ved midnat. Ved dette besluttedes det at beordre en delvis mobilisering (som skulle udsendes pr. post). Desuden udsendtes en erklæring om, at der ikke skulle skydes mod britiske og franske skibe.
Omkring samme tid var Renown langt nordpå ved at vende tilbage til Vestfjord efter at have været på Glowworms sidst kendte position uden at finde noget spor af den. Høj sø havde fået Whitworth til at sejle længere mod nord end normalt og havde skilt ham fra hans destroyere, da han mødte Scharnhorst og Gneisenau. Renown angreb de to slagkrydsere, og under den korte kamp fik Gneisenau sit ildledningssystem beskadiget, hvilket fik den og Scharnhorst til at trække sig ud af kampen og sejle mod nord. Renown forsøgte en forfølgelse, men omkring kl. 04:00 mistede den kontakten med dem i det dårlige vejr.

### Weserzeit
De ti destroyere fra gruppe 1 sejlede igennem Ofotfjorden, der fører ind til Narvik. Eftersom Renown og dens eskorte tidligere var sejlet sydpå for at undersøge Glowworm-hændelsen, kom ingen britiske skibe i vejen for dem, og de sejlede ind uden at møde modstand. Da de undervejs afgav destroyere til erobring af Ofotfjordens ydre batterier, var der kun tre tilbage, da de nåede til det indre område nær Narvik, og de skulle nedkæmpe de to gamle kystpanserskibe fra den norske marine, Eidsvold og Norge. Skønt de var antikverede, var disse to skibe helt i stand til at klare de tre destroyere, der havde lettere armering og panser, men efter en kort samtale med kaptajnen på Eidsvold åbnede de tyske skibe ild mod det og sænkede det ved at ramme det med tre torpedoer. Norge gik ind i kampen kort efter og åbnede ild mod destroyerne, men skytterne var uerfarne, og det lykkedes dem ikke at ramme, før skibet blev sænket af en ny torpedosalve fra de tyske skibe.
I Trondheim mødte gruppe 2 også kun mindre modstand mod deres landgangsoperation. I Trondheimsfjorden tog Admiral Hipper sig af de forsvarende batterier, mens dets destroyere sejlede hurtigt forbi dem med 25 knob. Et velplaceret skud fra Hipper ødelagde strømkablerne til søgelysene og gjorde derved forsvarernes kanoner ineffektive. Kun en destroyer blev ramt i træfningen.
I Bergen mødte gruppe 3 mere modstand fra de forsvarende forter, og den lette krydser Königsberg og artilleriskibet Bremse blev beskadiget, den første alvorligt. Manglen på lys reducerede også her kanonernes effektivitet, og landsætningsskibene kunne lægge til kaj uden særlig meget modstand. Forterne overgav sig kort efter, da enheder fra Luftwaffe kom til.
Forterne ved Kristiansand slog landingsforsøget tilbage to gange og beskadigede krydseren Karlsruhe, der var tæt ved at løbe på grund. Der bredte sig imidlertid forvirring, da nordmændene modtog ordren om ikke at skyde på britiske og franske skibe, og tyskerne begyndte at benytte norske koder, de havde erobret ved Horten. Tyskerne benyttede lejligheden til hurtigt at nå ind i havnen og landsætte deres tropper og havde erobret byen kl. 11:00.
Gruppe 5 mødte den alvorligste modstand ved de indre forsvarsværker i Oslofjorden i nærheden af Drøbak. Blücher, der anførte gruppen, nærmede sig forterne her i forventning om, at disse ville blive overrasket og ikke reagere i tide som de andre i den ydre del af fjorden. Da krydseren lå fri for skud, åbnede Oscarsborg fæstning imidlertid ild og ramte med hvert skud. I løbet af minutter var Blücher gjort ukampdygtig og sat i brand. Den beskadigede krydser, som medførte meget af det administrative personnel, som skulle bemande posterne i Norge og også hovedkvarteret for den hærdivision, som skulle besætte Oslo, blev hurtigt sænket af en salve fra fæstningens landbaserede torpedorør. Krydseren Lützow, der også blev beskadiget under angrebet, blev tvunget til at vende om sammen med resten af gruppe 5 og landsætte sine tropper nitten kilometer mod syd i Sonsbukten. Denne afstand forsinkede den tyske hovedstyrkes ankomst til Oslo med mere end 24 timer, skønt Oslo blev indtaget mindre end tolv timer senere af tropper, som landede i Fornebu.
Alligevel gav den forsinkelse, som den norske modstand betød, tid for kongen og stortinget til at flygte mod nord og senere undslippe til Storbritannien. Som resultat heraf overgav Norge sig aldrig, Quisling-regeringen blev gjort illegitim, og Norge – og dermed landets store handelsflåde – forblev et allieret land under krigen.
Fornebu skulle efter den oprindelige plan have været sikret af faldskærmstropper en time, før de første tropper blev fløjet ind, men den første styrke mistede orienteringen i den tætte tåge og kom ikke frem. Da lufthavnen ikke var stærkt forsvaret, blev den alligevel hurtigt erobret af de tyske styrker, da de nåede frem. Den norske luftstyrke, som var stationeret i Fornebu, indsatte deres Gloster Gladiator bi-plan jagere, til de løb tør for ammunition og derpå fløj væk til andre lufthavne. Jordpersonellet opbrugte også hurtigt ammunitionen til antiluftskytset, og på grund af forvirring og travlheden med at gøre jagerne klar, var der ikke uddelt ammunition til de personlige våben, hvorefter modstanden i Fornebu blev indstillet. Norske forsøg på at iværksætte et modangreb var halvhjertede og gav ingen resultat. Da man erfarede dette i Oslo, erklæredes byen for åben by, og den blev snart efter besat.
Gruppe 6 i Egersund og faldskærmstropperne i Stavanger mødte ingen betydende modstand og erobrede hurtigt deres mål.

#### Besættelsen af Danmark
Rapporter om de tyske planer var blevet leveret til den danske regering nogle få dage før, men blev ignoreret. Omkring kl. 04:15 den 9. april overskred Værnemagten den danske grænse. I en koordineret operation gik tyske tropper i land ved Langelinie i København og begyndte at besætte byen, mens tyske faldskærmstropper erobrede lufthavnen i Aalborg. Den tyske ambassadør afleverede et ultimatum til kong Christian X. Den danske hær var lille, dårligt forberedt og med forældede våben, men satte sig dog til modværge flere steder, først og fremmest i nærheden af Haderslev i Sønderjylland, men også livgarden på Amalienborg Slot kæmpede mod besætterne. Kl. 06:00 besluttedes det efter konsultation mellem kongen og regeringen ved statsminister Thorvald Stauning under indtryk af mere end 30 tyske bombefly, der truende kredsede over byen, at kapitulere, da yderligere modstand kun mentes at ville føre til nytteløst tab af danske liv. Den danske offentlighed, der var helt uforberedt på disse hændelser, blev af regeringen instrueret om at samarbejde med de tyske myndigheder. Den tyske besættelse var gennemført den 10. april og varede til 5. maj 1945.
En vigtig del af den danske handelsflåde undgik besættelsen, da skibsreder A.P. Møller fra A.P. Møller-Mærsk den 8. april instruerede sine 36 skibe i international fart om så vidt muligt at søge til allierede eller neutrale havne.
For at komme en eventuel tysk invasion i forkøbet besatte britiske tropper den 12. april 1940 Færøerne, som på dette tidspunkt var et dansk amt. Ligeledes besatte briterne Island ved Operation Fork den 10. maj 1940.

### De Allieredes reaktion
Ret hurtigt efter de tyske landsætninger ved Trondheim, Bergen og Stavanger samt træfningen i Oslofjorden blev disse kendt af de Allierede. På grund af ukendskab til, hvor de to tyske slagkrydsere befandt sig, ønskede Home Fleet ikke at sprede styrkerne for meget. Man valgte at fokusere på det nærliggende Bergen og afsendte en angrebsstyrke. RAF-observationer kunne hurtigt rapportere om stærkere modstand end forventet, og sammen med muligheden for, at tyskerne kontrollerede kystforsvaret, besluttedes det at kalde styrken tilbage. I stedet ville man bruge hangarskibet HMS Furious til at sende torpedofly mod de fjendtlige skibe. Det blev dog aldrig gennemført, eftersom bombefly fra Luftwaffe kom først med et angreb på Home Fleet. Det sænkede destroyeren HMS Gurkha og tvang Home Fleet til at søge mod nord, eftersom antiluftskytset havde vist sig ineffektivt. Den tyske overlegenhed i luften i dette område fik yderligere briterne til at beslutte, at alle sydlige regioner måtte overlades til undervandsbåde og RAF, mens overfladeskibene skulle koncentrere sig om det nordlige område.
Udover de tyske landsætninger i det sydlige og centrale Norge havde admiralitetet fra presserapporter erfaret, at en enkelt tysk destroyer befandt sig i Narvik. Som svar herpå beordredes 2. destroyerflotille, som primært bestod af de destroyere, der havde fungeret som eskorteskibe i operation Wilfred, til at søge kontakt. Flotillen, under kommando af orlogskaptajn Bernard Warburton-Lee, var allerede blevet skilt fra Renown under dettes forfølgelse af Scharnhorst og Gneisenau, og havde ordre til at bevogte indsejlingen til Vestfjord. Den 9. april kl 16:00 sendte flotillen en officer i land ved Tranøy ca. femoghalvfjerds km vest for Narvik og erfarede derved fra lokalbefolkningen, at den tyske styrke bestod af 4-6 destroyere og en undervandsbåd. Warburton-Lee sendte disse informationer tilbage til admiralitetet sammen med sin hensigt om at angribe næste dag ved "daggry og højvande", hvilket dels ville give ham et overraskelsesmoment og dels beskyttelse mod eventuelle miner. Beslutningen godkendtes af admiralitetet i et telegram samme nat.
Tidligt næste morgen førte Warburton-Lee sit flagskib, HMS Hardy, og fire andre destroyere ind i Ofotfjorden. Kl. 04:30 ankom han til havnen i Narvik, hvor han sejlede ind sammen med HMS Hunter og HMS Havock, idet han efterlod HMS Hotspur og HMS Hostile til at bevogte indsejlingen og holde kystbatterierne i skak. Der var tæt tåge og stærkt snefald, hvorved Warburton-Lees styrke kunne nærme sig uden at blive opdaget. Da de nåede ind i selve havnen, fandt de fem tyske destroyere, som de straks åbnede ild mod, hvorved de indledte første slag ved Narvik. Warburton-Lees skibe foretog tre angrebsrunder mod de tyske skibe, og Hotspur og Hostile sluttede sig til dem efter den første. De sænkede to af destroyerne, gjorde en tredje ukampdygtig og sænkede seks tankere og forsyningsskibe. Den tyske eskadrechef, Friedrich Bonte, mistede livet, da hans flagskib Wilhelm Heidkamp blev sænket. Warburton-Lees flotille forlod derefter havnen næsten uden at være ramt.
Kl. 06:00 var flotillen på vej tilbage til mundingen af Vestfjorden, da der dukkede tre tyske destroyere op fra Herjangsfjorden bag dem, under kommando af Erich Bey, og få minutter senere kom yderligere to forfra, hvorved Warburton-Lees gruppe var omringet. Hardy blev ramt som det første skib og forlod hurtigt kampen ved at blive sat på grund af en af officererne, da det var ukampdygtigt. Hunter blev det næste skib, som blev sat ud af spillet og lå ubevægeligt i vandet efter at have fået adskillige træffere. Derpå ramtes Hotspur, hvis styresystem blev beskadiget med det resultat, at det kolliderede med Hunter. De to skibe tog mod adskillige træffere, før Hotspur kunne gøre sig fri af vraget af Hunter. Hostile og Havock, der i mellemtiden var sejlet videre ud mod fjordåbningen, vendte om og kom tilbage for at hjælpe Hotspur med at redde sig fri. De tyske skibe, der havde modtaget nogle få træffere, men som mest afgørende led af kritisk brændstofmangel, kunne ikke optage forfølgelsen. Mens de tre britiske destroyere forlod Ofotfjorden, lykkedes det dem yderligere at sænke det tyske forsyningsskib Rauenfels.
Kort efter første slag ved Narvik sænkedes yderligere to tyske skibe af britiske styrker. Ved et langdistanceangreb på Bergen, foretaget af flådens flystyrke fra basen ved Hatston på Orkneyøerne, ødelagdes den beskadigede lette krydser Königsberg, hvilket er noteret som første gang, et større krigsskib er sænket af fly. Yderligere sænkede undervandsbåden HMS Truant den lette krydser Karlsruhe kort efter at den havde forladt Kristiansand om natten den 9. april. Næste dag sluttede Furious og slagskibet HMS Warspite sig til Home Fleet, og der foretoges endnu et luftangreb mod Trondheim i håb om at kunne sænke Admiral Hipper. Krydseren havde imidlertid allerede haft held til at slippe forbi bevogtningen udenfor havnen og var på vej tilbage til Tyskland, da angrebet blev foretaget, og ingen af de tilbageværende tyske destroyere og supportskibe blev ramt. Bedre held havde HMS Spearfish mod syd, da den ved midnat den 11. april skadede den tunge krydser Lützow alvorligt, hvilket satte det tyske skib ud af tjeneste i et år.
Da det blev klart, at de tyske flådeenheder var sluppet ud af norsk farvand, fortsatte Home Fleet mod nord til Narvik i håb om at kunne gøre det af med de tilbageværende destroyere. Undervejs blev skibene angrebet af tyske bombemaskiner, hvilket tvang dem til at lægge kursen længere mod vest. De var i nærheden af Narvik den 12. april og forsøgte et luftangreb med fly fra Furious, men resultatet var en skuffelse. Det besluttedes derfor at sende slagskibet Warspite ind med en stærk følgestyrke, under kommando af Whitworth.
Om morgenen den 13. april sejlede Whitworths gruppe ind i Vestfjorden, med Warspites fly som vejvisere. Udover at lokalisere to af de tyske destroyere lykkedes det disse fly at sænke en fjendtlig ubåd, hvilket var første gang, det skete. Warspites destroyere sejlede 5 km forud for slagskibet og var derfor de første, som kom i kamp med de tyske modparter, der var kommet ud for at møde dem. Det indledte dermed det andet slag ved Narvik. Skønt ingen af siderne påførtes skader af særlig betydning, var de tyske skibe ved at løbe tør for ammunition og blev gradvis tvunget tilbage til havnen. Om eftermiddagen forsøgte de fleste at flygte op i Rombaksfjorden, bortset fra den tyske destroyer Künne, som gik på grund, da den ville ind i Herjangsfjorden, og den blev ødelagt af HMS Eskimo. Fire britiske destroyere fortsatte med at jage de tyske skibe op gennem Rombaksfjorden, hvor Eskimo blev skadet af den ventende modstand. Den tyske situation var imidlertid håbløs på grund af mangel på ammunition og brændstof, og da de resterende britiske skibe ankom til stedet, havde besætningerne opgivet og sænket deres skibe. Kl. 18:30 sejlede de britiske skibe igen ud af fjorden, der var renset for modstanderens skibe.

### Flugten til konge og politikere

#### Efter bombningen af Elverum
Klokken 16 den 11. april bombede tyske fly Elverum og Nybergsund, og ved Nybergsund beskød tyske fly flere gange steder i byerne. Angiveligt var drab på kongen og regeringsmedlemmer, et tysk mål på dette tidspunkt. I Nybergsund blev ingen civile eller embedsmænd dræbt eller såret.

## Situationen i Norge
De tyske invasionsstyrker nåede i hovedsagen deres mål for de samtidige angreb og overraskede de norske styrker uforberedt, delvis på grund af den norske regerings ordre om kun at gennemføre delvis mobilisering. Alt var imidlertid ikke tabt for de Allierede, eftersom tilbagevisningen af den tyske gruppe 5 i Oslofjorden gav nogle få timers respit, som nordmændene benyttede til at evakuere kongefamilien, regeringen og Norges guldreserver til Hamar. Med regeringen på flugt benyttede Vidkun Quisling lejligheden til at overtage kontrollen med en radiostation og bekendtgøre, at der var gennemført et kup, og at han selv var den nye, norske statsminister. Hans første officielle handling, som fandt sted kl. 19:30 samme dag, var at ophæve mobiliseringsordren.
Den aften slog den norske regering, som anså Hamar for at være for usikker, sig ned i Elverum. Alle tyske krav blev afslået, og man udfærdigede Elverum-fuldmagten for det tilfælde, at en eksilregering skulle komme på tale. Situationens alvor fik alligevel regeringen til at indvillige i forhandlinger med tyskerne, som blev fastsat til den følgende dag. Som forsigtighedsforanstaltning opsatte oberst Otto Ruge, der var generalinspektør for det norske infanteri, en vejspærring ved Midtskogen ca. 110 kilometer nord for Oslo, og der stoppede man et lille troppekontingent under ledelse af luftattacheen ved den tyske ambassade, som hastede nordpå for at forsøge at afgøre sagen straks ved at tage kong Haakon VII til fange. Der udbrød kamp, og tyskerne vendte om, efter at luftattacheen var blevet dræbt af den norske livgarde. 10. april slog de sidste forhandlinger mellem nordmændene og tyskerne fejl, da de norske delegater, anført af Haakon VII, afslog at acceptere det tyske krav om anerkendelse af Quislings regering.
En af den norske regerings sidste handlinger, før den spredtes, var at forfremme Otto Ruge til generalmajor og øverstbefalende over den norske hær med ansvar for at lede modstanden mod den tyske invasion. Eftersom tyskerne havde kontrol med de største byer, havne og lufthavne, var det umuligt direkte at slå dem tilbage, hvorfor Ruge så den eneste mulighed i at vinde tid ved at opholde tyskerne, til der kunne komme forstærkninger fra Storbritannien og Frankrig.
General Falkenhorsts offensiv begyndte 11. april, efter at han havde modtaget forstærkninger i Oslo. Målet var at skabe forbindelse mellem de spredte tyske styrker, før nordmændene kunne mobilisere effektivt og før nogen større allieret støtte kunne komme på plads. Den første opgave var at sikre området omkring Oslofjorden, og derpå benytte de tyske 196. og 163. infanteridivisioner til at etablere forbindelse med styrkerne i Trondheim.
Den norske 1. division, der lå øst for Oslofjorden i Østfold, søgte den 14. april tilflugt i Sverige, og den norske 3. division med base i Kristiansand havde overgivet sig. Den norske 4. division, der var stationeret omkring Bergen, undgik de første tyske landsætninger og forsøgte at forsinke de tyske troppers bevægelse mod øst fra byen. Dens forsøg blev hurtigt hæmmet, fordi hovedstyrken måtte overføres til Valdres for at støtte den kritiske situation i Østlandet. Den norske 5. division i Trondheim havde mistet næsten alle sine lagre, da invasionen begyndte, og dens chef besluttede sig for at blive ved Steinkjer i stedet for at angribe tyskerne. Den norske 6. division lå helt mod nord, tæt ved grænsen til Finland og var ikke i kontakt med nogen af de tysk besatte områder.
General Ruge havde derfor kun den 2. norske division til rådighed og opbyggede sin hær på basis af denne. Skønt en tilstrømning af frivillige øgede den fra 3.000 til omkring 12.000 mand, og Ruge yderligere fik rådighed over 11,1 millioner norske kroner, der blev smuglet frem til ham, kunne den aldrig blive en styrke, som var i stand til at foretage direkte offensive operationer mod tyskerne. Han valgte i stedet at indsætte divisionen ved indgangen til Gudbrandsdalen og Østerdalen, der førte fra Oslo til Trondheim. Herfra kunne han sætte ind mod tyskerne i et gunstigt terræn med brug af baghold og hit-and-run taktik, der sammen med udvalgte ødelæggelser kunne lægge hindringer i vejen for de to tyske divisioners fremstød mod nord. Der var ikke håb om helt at stoppe dem, fordi de straks brugte luftstøtte og små tank-enheder for at løbe de norske stillinger over ende. Omkring 20. april var de tyske tropper stødt frem til Elverum, 305 kilometer syd for Trondheim. De konstante kampe havde udmattet de norske styrker, hvis forsyninger desuden var ved at være opbrugt.

## Kampe på landjorden
Da omfanget af den tyske invasion blev klar for det britiske militær begyndte man at forberede et modangreb. Meningsforskellene mellem de forskellige værn var imidlertid store, eftersom hæren efter drøftelser med Otto Ruge ønskede at angribe Trondheim i det centrale Norge, mens Churchill insisterede på at generobre Narvik. Som kompromis besluttedes det at sende tropper til begge områder.

### Kampe i det centrale Norge
Den oprindelig plan for den allierede indsats i det centrale Norge indebar et trefløjet angreb mod Trondheim, mens nordmændene selv afskar de tyske styrker fra syd. Den kaldtes Operation Hammer og indebar landsætning ved Namsos mod nord (Mauriceforce), Åndalsnes mod syd (Sickleforce) og omkring selve Trondheim (Hammerforce). Planen blev hurtigt ændret, da et direkte angreb på Trondheim ansås for at være for risikabelt, hvorfor kun de nordlige og sydlige styrker skulle bruges.
For at forhindre de forventede allierede landsætninger lod Værnemagtens overkommando et kompani faldskærmsjægere kaste ud ved jernbaneknudepunktet Dombås i den øvre del af Gudbrandsdalen. Styrken landede 14. april og kunne blokere sporet og jernbanenettet i det centrale Norge i fem dage før de måtte overgive sig til den norske hær den 19. april.
Den 17. april foretog Mauriceforce, der fortrinsvis bestod af den britiske 146. infanteribrigade under kommando af generalmajor Adrian Carton de Wiart, den indledende landgang ved Namsos. Under overfarten var styrken blevet overført til destroyere for at undgå at lade de brede transportskibe løbe ind i den snævre fjord; men overførslen medførte en del forvirring og en stor del af forsyningerne – og også brigadechefen – havnede ikke det planlagte sted. Et andet stort problem for Mauriceforce var manglen på luftstøtte, hvilket Luftwaffe udnyttede til fulde. Kort efter at general de Wiart flyttede sine styrker ud af Namsos, blev den ødelagt af tyske bombefly, hvilket efterlod nordmændene uden base. Alligevel stødte de Wiarts tropper ca. 100 km ind i landet til Steinkjer, hvor han etablerede forbindelse med den norske 5. division. Konstante luftbombardementer forhindrede dog etablering af nogen form for offensiv, og den 21. april blev Mauriceforce angrebet af den tyske 181. division fra Trondheim. Nordmændene måtte trække sig tilbage for angrebet og overlade Steinkjer til tyskerne.
Sickleforce, der hovedsageligt bestod af den britiske 148. infanteribrigade og kommanderedes af generalmajor Bernard Paget, landede ved Åndalsnes den 18. april. Derfra forlagde de sig med tog til landsbyen Dombås med den hensigt at tage mod nord til Trondheim derfra. De mødte imidlertid general Ruge, som informerede dem om, at de norske styrker ikke kunne holde tyskernes fremstød i dalene tilbage ret meget længere. Da et tysk gennembrud ville afskære forsyningslinjerne og omringe Sickleforce, besluttede Paget at føre sin styrke mod syd til Lillehammer. De var der dog ikke længe, eftersom de straks blev angrebet af generalløjtnant Pellengahrs 196. infanteridivision og tvunget til tilbagetrækning. Mens den foregik gennem Tretten-dalen, kom de igen under angreb og blev reelt udslettet som kampdygtig enhed. Den britiske 15. infanteribrigade var i mellemtiden gået i land i Åndalsnes og begyndte at bevæge sig mod syd for at afløse den 148. Briterne mødte de forfølgende tyske enheder ved Kvam, en by mellem Tretten og Dombås, og blev trængt tilbage til Kjorem, hvor de blev udsat for nye, stærke angreb.
Da begge grupper, som tilsammen udgjorde ca. 30.000 mand, den 28. april var holdt helt i skak af tyskerne, besluttedes det at trække alle allierede tropper ud af det centrale Norge. Det lykkedes Sickleforce med hjælp fra general Ruge at vende tilbage til Åndalsnes og undslippe den 2. maj kl. 02:00, kun få timer før den tyske 196. division erobrede havnen. Mauriceforce, hvis konvojer forsinkedes af tæt tåge, evakueredes dagen efter, men to af redningsskibene, den franske destroyer Bison og den britiske destroyer Afridi sænkedes af Junkers Ju 87 styrtbombefly.
Den fejlslagne indsats i det centrale Norge anses for at være en af de direkte udløsende årsager til Norgedebatten i det britiske Underhus, som resulterede i, at premierminister Neville Chamberlain gik af, og at Winston Churchill blev udnævnt til posten.

### Kampe i Nordnorge
Ved siden af indsatsen mod Trondheim lanceredes en aktion mod nord med det formål at generobre Narvik. Som den centrale indsats mødte også Narvik-ekspeditionen mange vanskeligheder.
Et af de første problemer for de Allierede var, at kommandolinjerne ikke var entydige og heller ikke rigtigt organiseret. Marinestyrkerne i området lededes af admiral William Boyle, 12. Jarl af Cork, som havde ordre til at rense området for tyskere hurtigt muligt. I modsætning hertil havde chefen for landstyrkerne, generalmajor Pierse Mackesy, ordre til ikke at landsætte sine styrker et sted, hvor tyskerne var koncentreret og til at undgå at beskadige befolkede områder. De to mødtes den 15. april for at fastlægge den bedste fremgangsmåde. Boyle argumenterede for et øjeblikkeligt angreb på Narvik, og Mackesy indvendte, at et sådant foretagende ville betyde en decimering af hans angrebsstyrke. Boyle endte med at give efter for Mackesys synspunkt.
Mackesys enheder, der havde kodenavnet Rupertforce, bestod af ca. 15.000 mand sammensat af den britiske 24. garderbrigade foruden franske og polske enheder. Hovedstyrken gik i land ved Harstad, en lille by på øen Hinnøya, den 15. april, men på grund af forvirring, dårligt vejr, mangelfulde faciliteter, dårlig lastning af udstyr og konstante angreb af tyske bombemaskiner tog det godt en uge at færdiggøre losningen. I mellemtiden var Royal Navy kommet bedre i gang. Den 15. april erobrede man en tysk Ubåd (U-49), som indeholdt dokumenter, der beskrev planerne for alle Ubåde i Norskehavet, hvilket effektivt fjernede dem som trussel.
Efter den fejlslagne indsats i centralområdet blev der givet mere støtte til de nordlige styrker, herunder fra to eskadriller hangarskibsjagere, som opererede fra Bardufoss Flyvestation. Den ene eskadrille bestod af Hawker Hurricane, den anden af Gloster Gladiator-jagere.
Omkring 28. maj var det lykkedes de Allierede at generobre Narvik fra de tyske styrker, men den tyske invasion i Frankrig, Holland og Belgien havde ændret den almindelige situation afgørende, og Norge var derfor af betragteligt mindre betydning. Operation Alphabet, den totale allierede tilbagetrækning fra Norge, var blevet godkendt den 24. maj, og den 8. juni var alle allierede tropper evakueret, efter at de havde ødelagt jernbanelinjer og havnefaciliteter. Tyskerne havde iværksat Operation Juno for at lette presset mod garnisonen i Narvik, men da de blev klar over evakuaeringen, ændrede de operationen til en forfølgelse og kunne sænke to britiske destroyere og hangarskibet HMS Glorious.

## Besættelse
Da de Allierede havde forladt landet, kapitulerede den norske hær snart til de tyske styrker, der på dette tidspunkt udgjorde ca. 80.000 mand, og dermed var besættelsen en realitet. Der fortsatte dog en ret fremtrædende modstand i form af handlinger af den norske handelsflåde, civil ulydighed og norske frivillige i britiske styrker som Royal Air Force og britiske kommandotropper. Den norske konge og regering nedsatte sig i eksil i London og ledede derfra den norske modstandsbevægelse, som viste sig stadig mere virkningsfuld i besættelsens sidste år.
Norges væbnede styrker blev genetableret i England, baseret på resterne af de styrker, der var reddet ud af angrebet på Norge. De kom snart i kamp i slaget om konvojerne i Nordatlanten og i luftkrigen over Europe. Flådens og hærens styrker øgedes af en stadig tilstrømning af flygtninge, som fandt vej ud af det besatte Norge, og deres udrustning blev bragt op til normal standard af britiske og amerikanske fly og skibe. Norske eskadriller fløj sammen med RAF's jager- og kystkommandoer, der benyttede Spitfire- og Mosquito-jagerfly og Sunderland og Catalina vandflyvere. Nogle nordmænd fløj individuelt som del af RAF Bomber Command.
En norsk hær blev også stillet på benene i Skotland. Bortset fra et lille antal specialstyrker kom den dog ikke meget i kamp i resten af krigen. Dele af den deltog dog i befrielsen af Finnmark i vinteren 1944-45, efter at området var blevet forladt af tyskerne, som havde brugt den "brændte jords" taktik før det ventede anfald fra den Røde hær. Under denne befrielse var der en del mindre kampe med tyske bagtropper og patruljer.
I det neutrale Sverige opbyggedes også norske styrker i krigens to sidste år som såkaldte "polititropper", der organiseredes med bistand fra de svenske myndigheder. Benævnelsen "polititropper" var et dække for, hvad der i virkeligheden var ren militær træning af en styrke, der ved krigens slutning udgjorde omkring 13.000 veltrænede og veludrustede soldater.

## Analyse
Angrebet, der forløb nogenlunde, som det var planlagt, var en definitiv succes for Tyskland. Både Danmark og Norge blev besat med relativt små tyske tab: 3.800 tyske soldater døde og 1.600 blev såret. Overraskelsen var næsten fuldkommen, særligt i Danmark, og kun i Narvikområdet viste invasionen sig problematisk. Luftwaffe mistede omkring 100 fly, som udgjorde ca. 10% af den indsatte styrke.
Til søs betød invasionen imidlertid et betragteligt tilbageslag. Kriegsmarine mistede 1 svær krydser, 2 lette krydsere, 10 destroyere og 6 undervandsbåde og bevirkede derved en svækkelse af den tyske flåde i de sommermåneder, hvor Hitler lagde planer for en invasion af Storbritannien.
Briternes flåde led også en del tab, da den mistede 1 hangarskib, 2 krydsere, 7 destroyere og en undervandsbåd, men deres langt større flåde kunne bedre tåle tabet end Tyskland. Hertil kom, at de Allierede vandt brugen af den norske handelsflåde, der var en af verdens største.
Den franske flåde mistede 1 stor destroyer under træfninger, og den norske flåde mistede 1 destroyer, 2 kystforsvarsskibe og sænkede selv 3 af sine undervandsbåde.
Briterne opnåede en delvis succes ved Narvik. Afskibninger fra havnen stoppedes i seks måneder, skønt de Allierede havde ment, at den ville være ude af drift i et år.
At Tyskland havde besat Norge, var en torn i øjet på de Allierede i de næste få år. Langtrækkende fly med baser, der betød, at adskillige eskadriller britiske jagerfly måtte forblive stationeret mod nord under Slaget om England, og tyske fly på jagt efter handelsskibe, benyttede Norge til ustraffet at nå ud over Nordatlanten. Efter det tyske angreb på Sovjetunionen i 1941 blev flybaser i Norge også brugt til at hindre de Allieredes arktiske konvojer der og medførte dermed smertelige tab for skibsfarten.
Besættelsen af Norge blev dog også en byrde for Tyskland, fordi landets lange, udsatte kystlinje gav muligheder for kommandoraids de næste år. Desuden krævede landet en besættelsesstyrke af betragtelige dimensioner. Troppeopbuddet toppede i 1944 med 400.000 soldater, som kunne have været brugt under de allieredes landgang i Frankrig samme år eller på østfronten.